# Lakos András
Lakos András (Budapest, 1952. november 12. –) magyar orvos, gyermekgyógyász, infektológus, a kullancsok által terjesztett betegségek kezelésének nemzetközileg is ismert hazai szaktekintélye, különös tekintettel a Lyme-kórra. A Szkeptikus Társaság tagja, tudományos ismeretterjesztőként és szakértőként egyaránt gyakran tűnik fel az interneten és a médiában az orvostudománnyal kapcsolatos áltudományos nézetek kritikusaként.

## Tanulmányai, életútja
A Martos Flóra Gimnázium biológia-kémia tagozatának elvégzése után (1971) a Semmelweis Orvostudományi Egyetemre ment, ahol 1977-ben szerzett orvosi diplomát Summa cum laude. Ezt követően 1982-ben gyermekgyógyászatból, 1985-ben infektológiából szakvizsgázott.
1991-ben szerezte meg kandidátusi fokozatát, 2014-ben pedig az MTA doktora lett.
Nős, 4 gyermek apja.

## Orvosi munkássága
1977-ben a Fővárosi László Kórházban helyezkedett el, ahol eleinte az V-ös, majd annak megszűnése után az I-es Gyermekosztályon, végül a IV-es Belosztályon dolgozott orvosként (Lyme Ambulancia). Közben segédorvosból 1983-ban alorvos lett, majd 1990-ben adjunktus, 1992-től pedig főorvos. 1994-ben elhagyta a László Kórházat, és megalapította magánpraxisát Kullancsbetegségek Ambulanciája néven. Jelenleg is ezt a praxist folytatja.

## Szakértői, oktatói és kutatói munkássága
1982 és 1987 között a Semmelweis Egészségügyi Szakközépiskola óraadó tanára volt, gyermekgyógyászatot és kórélettant tanított. 1991-től 1995-ig a SOTE-n tartott órákat orvostanhallgatóknak és szakorvosoknak. 1998-ig átlagosan évente 50 előadást tartott gyógyszergyárak által szervezett orvostovábbképzéseken kullancsok által terjesztett betegségekről és egyéb zoonózisokról. Azóta az évenkénti hasonló jellegű előadásainak száma körülbelül ötödére csökkent, miközben 2005 óta ismét tart előadásokat orvostanhallgatóknak is. Gyakran tart medikusoknak szervezett alkalmi előadásokat Budapesten, Pécsett, Szegeden és Debrecenben, valamint magánpraxisában minden évben előfordulnak főiskolás diákok vagy orvostanhallgatók, akiknek szakdolgozataikban szakmai segítséget nyújtanak.
1995-től rendszeresen tartott előadásokat a Haynal Imre Egészségtudományi Egyetem Infektológiai Tanszék posztgraduális kurzusain, majd később bekapcsolódott a graduális képzésbe is. A Semmelweis Egyetem Általános Orvosi Kar Infektológiai Tanszéki csoportjának felkérésére 2002 óta állandó előadója a kötelezően választható fakultációnak, segíti a tudományos diákkörösök munkáját, tagja az Egyetem infektológiai grémiumának, valamint 1994-től 2002-ig tagja volt az infektológiai szakvizsga bizottságnak is. 
2001 és 2010 között rendszeresen tartott előadásokat a Szent István Egyetem Zoológia Karán. Trópusi medicina tárgykörében rendezett nemzetközi kurzusokon 2000 és 2012 között a zoonózisokról és a kullancs által terjesztett betegségekről tartott előadásokat.

## Szkeptikus tevékenysége
2008-ban belépett a Szkeptikus Társaságba, ahol több alkalommal is részt vett az egyesület által szervezett programokon, illetve az áltudományos megközelítések, gyógyítói gyakorlatok kritikusaként számos felkérést kap televíziós és rádiós szereplésekre is, elsősorban a homeopátia és az oltásellenes mozgalmak tevékenységei kapcsán.

## Díjai, kitüntetései
- Alkotó Ifjúság Pályázat I. díj: Infantilis myoclonusos ataxia (1983).[4]
- Markusovszky Lajos-díj (Orvosi Hetilap): Hereditaer fructose intolerancia (1985).[2][4]
- Petényi Géza-díj: Lyme-kór Magyarországon (1986).
- Alkotó Ifjúság Pályázat I. díj: Lyme borreliosis Magyarországon – az első 3 év (1987).
- Petényi Géza-díj: A Bell paresis gyakori okozója a Borrelia burgdorferi (1988).
- MTA Díja (Magyar Tudományos Akadémia): Négyféle borrelia szerológiai eljárás összehasonlító vizsgálata (1989).
- Markusovszky Lajos-díj (Orvosi Hetilap): A Borrelia burgdorferi első hazai izolálása kullancsokból (1990).
- Markusovszky Lajos-díj (Orvosi Hetilap): Lyme borreliosis – 25 év tapasztalatai (2010).

## Cikkei
Dr. Lakos András: Margarin – a terminátor, Szkeptikus Blog, 2009.01.05.